# FC 메스
풋볼 클뢰브 드 메스(Football Club de Metz)는 메스에 위치한 스타드 생생포리앵 경기장을 홈 구장으로 하는 프랑스의 축구 클럽이다.
이 축구단은 1932년에 창단되었으며 1987년 포항제철 아톰즈와 자매결연을 맺었고 그 해 6월 24일(포항), 6월 26일(잠실) 친선경기를 벌였다.

## 경기장
FC 메스는 스타드 생생포리앙에서 홈 경기를 치르며, 수용 인원은 25,636명이다. 따라서, 로렌 지방에서 축구 전용 구장으로는 가장 크다.

## 문양
메스의 공식 색상은 검붉은색 (grenat)과 하얀색으로, 여기에서 팀의 별칭인 Les Grenats가 비롯했다. 메스의 문양에는 메스 지방의 상징인 로렌 십자와 메스 지역 전설에서 메스의 생클레망에게 길들여지는 그라울리라 불리는 용이 들어가 있다.

## 역대 성적
- 리그 1
  - 준우승: 1998
- 리그 2 우승 3회
  - 우승: 1935, 2007, 2019
- 쿠페 드 프랑스 우승 2회
  - 우승: 1984, 1988
  - 준우승: 1938
- 쿠페 드 라 리그 우승 2회
  - 우승: 1986, 1996
  - 준우승: 1999
- UEFA 인터토토컵
  - 준우승: 1999
- 코파 델레 알피
  - 준우승: 1979

## 선수 명단

### 현역
참고: FIFA 자격 규정에 따라 소속된 국가대표팀 국기를 표시합니다. 선수는 복수의 FIFA 비회원국 국적을 가지고 있을 수 있습니다.
| 번호 | 포지션 | 국적         | 이름              |
| ---- | ------ | ------------ | ----------------- |
| 4    | DF     | 가봉         | 우리 미셸 음불라  |
| 6    | MF     | 앙골라       | 조셉 은두키디     |
| 8    | DF     | 코트디부아르 | 이스마엘 트라오레 |
| 16   | GK     | 알제리       | 알렉상드르 우키자 |

| 번호 | 포지션 | 국적 | 이름 |
| ---- | ------ | ---- | ---- |

## 역대 감독
| 감독          | 임기   |
| ------------- | ------ |
| 라슬로 뵐뢰니 | 2022 ~ |